# Parc national d'Ilha Grande
Le parc national d'Ilha Grande est une réserve naturelle brésilienne. Elle se situe à cheval sur les États du Paraná et du Mato Grosso do Sul. Le parc couvre les îles fluviales Grande, Peruzzi, Pavão et Bandeirantes, sur le fleuve Paraná.
Le parc fut créé le 30 septembre 1997 et couvre une superficie de 78 875 ha.
Il s'étend sur les municipalités d'Altônia, Icaraíma, São Jorge do Patrocínio, Alto Paraíso et Querência do Norte dans l'État du Paraná et de Mundo Novo, Eldorado, Naviraí et Itaquiraí dans l'État du Mato Grosso do Sul.

## Description
Ilha Grande est situé dans une transition entre le cerrado (caractéristique du Pantanal) et la forêt saisonnière.
La zone du parc comprend également les plaines inondables situées sur les rives du fleuve Paraná, les eaux lacustres et lagunaires et leurs environs (bancs de sable...).
La faune, quant à elle, compte plusieurs espèces endémiques et/ou menacées. Parmi la faune terrestre, des espèces telles que le cerf du Pantanal (Blastocelus dichotomus), le caïman à museau large (Caiman latorostris), le jaguar (Panthera onça), le tapir (Tapirus terestris) et le fourmilier géant (Myrmecophata trydoctyla) ont été enregistrés. Les oiseaux comprennent : le jabiru (Jabiru mycteria), le tinamou (Cryptrellus undulatus), le hocco à face nue (Crax fasciolata), la spatule rosée (Platalea ajaja) et le jacana noir (Jacana jacana).

## Tourisme
Le parc est ouvert gratuitement au public pour des visites tous les jours de la semaine. Le parc, à plusieurs endroits, dispose de plages, de lieux de loisirs, où il est même possible de se baigner sur les rives du fleuve Paraná. Une autre option est l’excursion en bateau sur le fleuve Paraná, en passant par plusieurs endroits d’Ilha Grande.

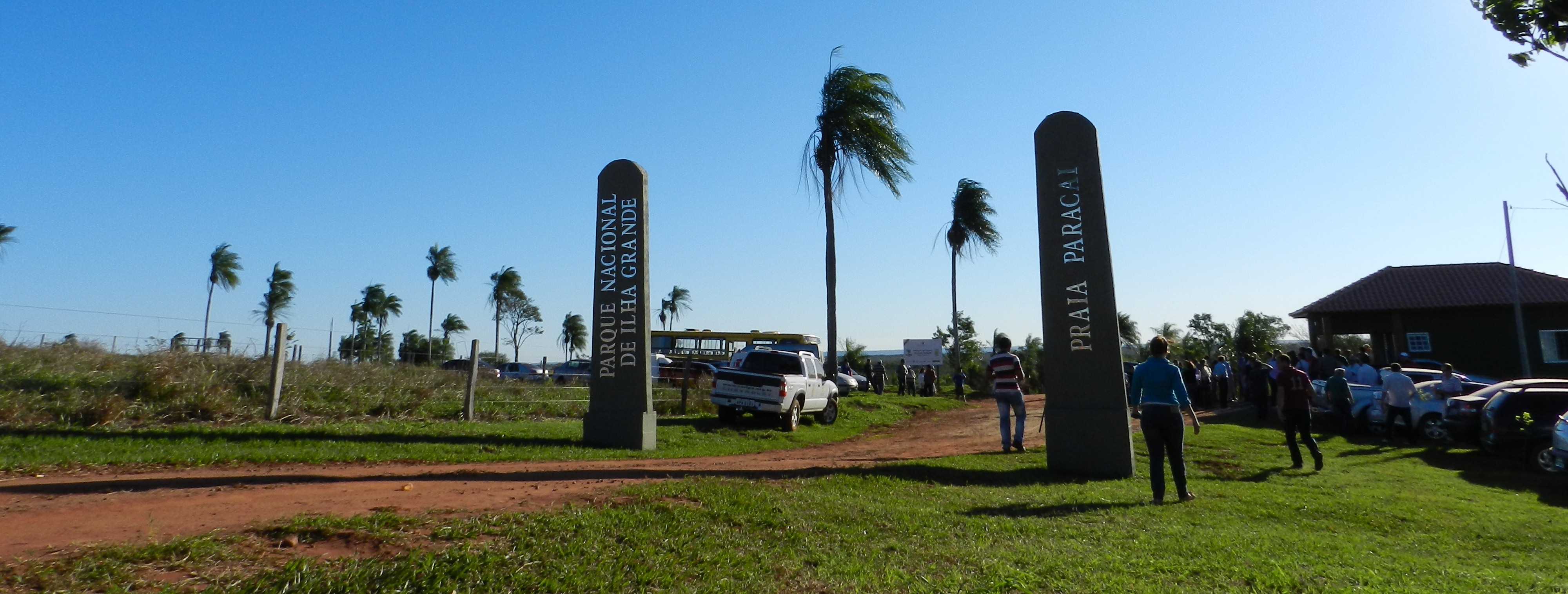
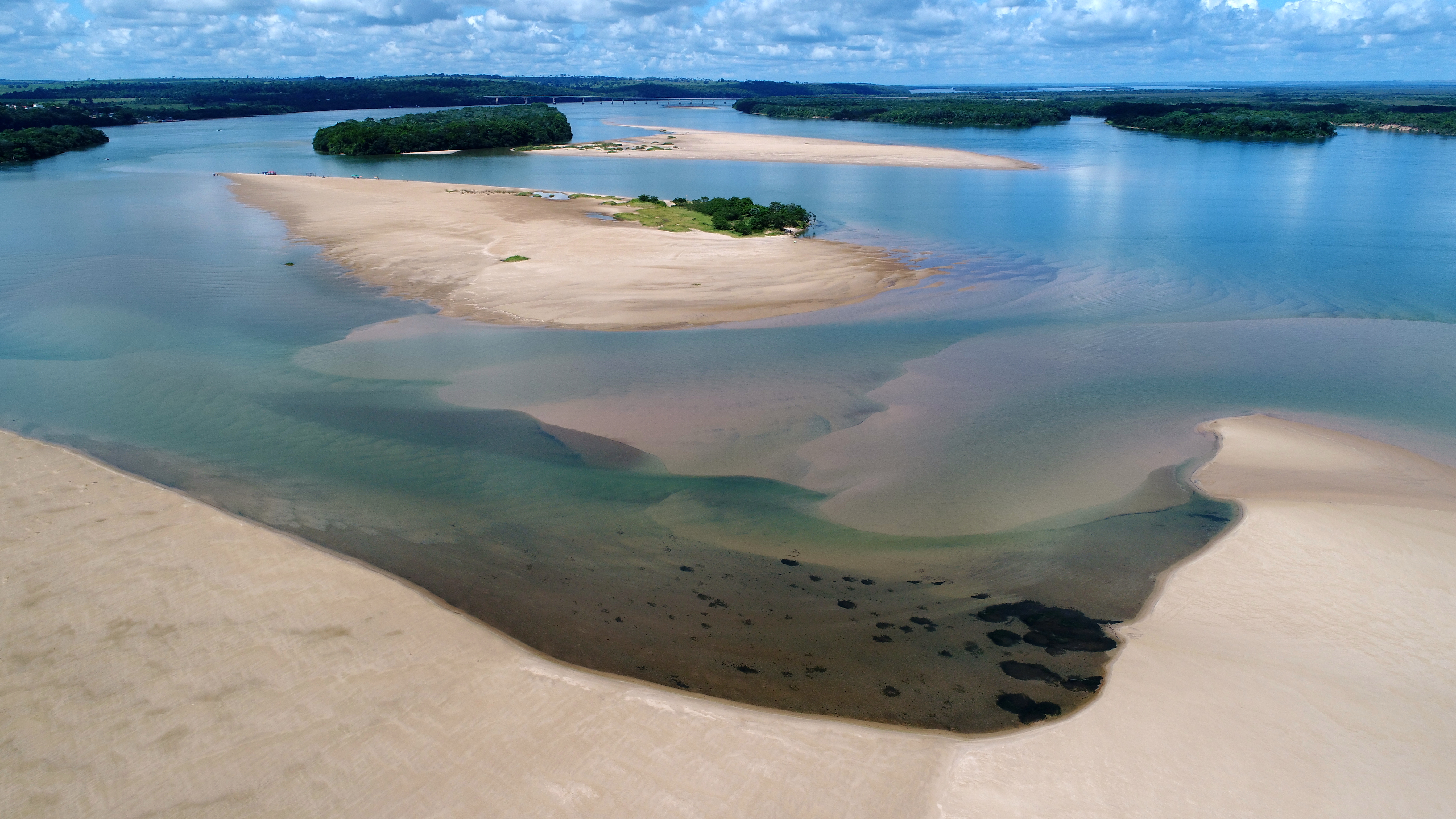
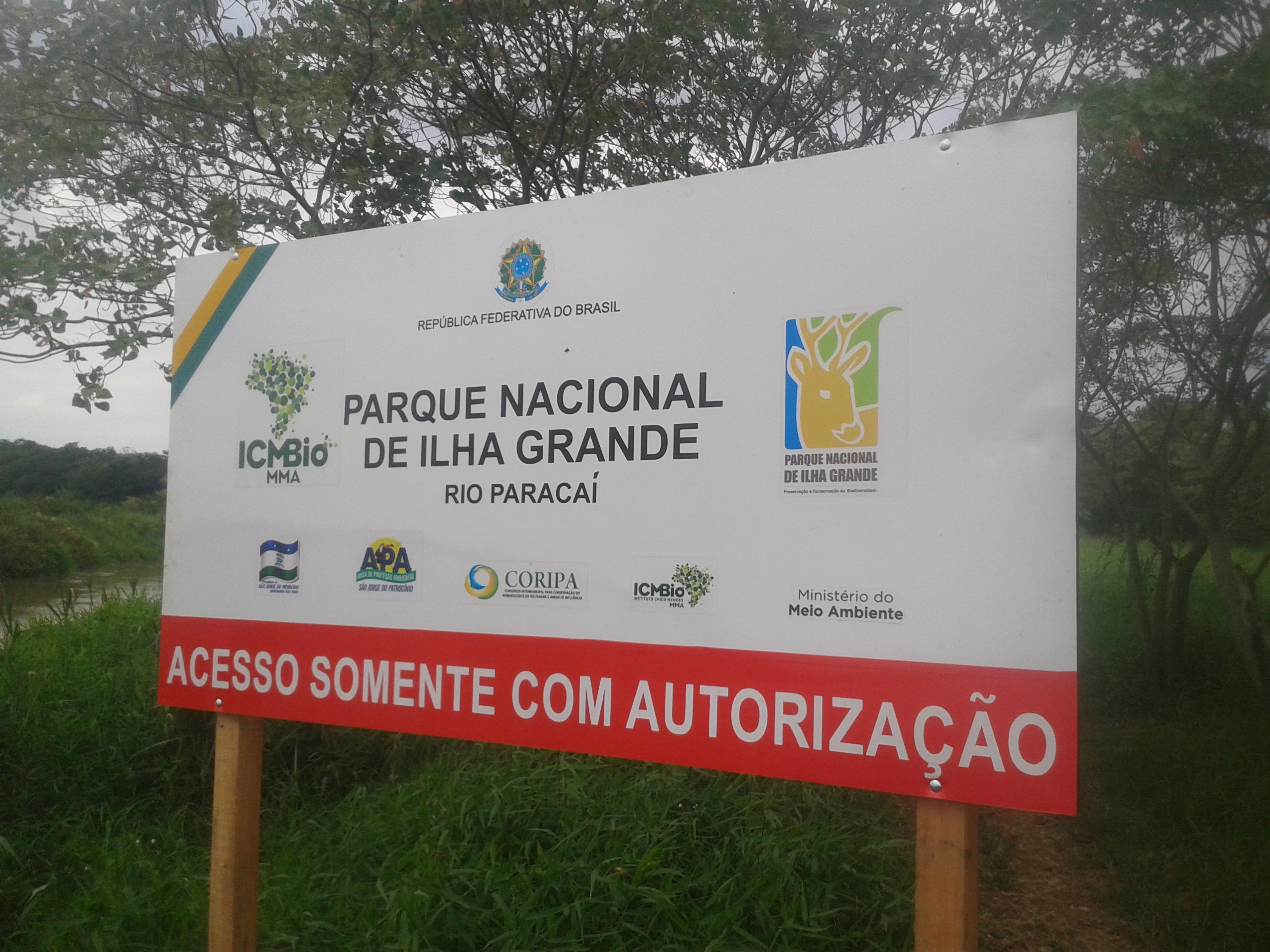
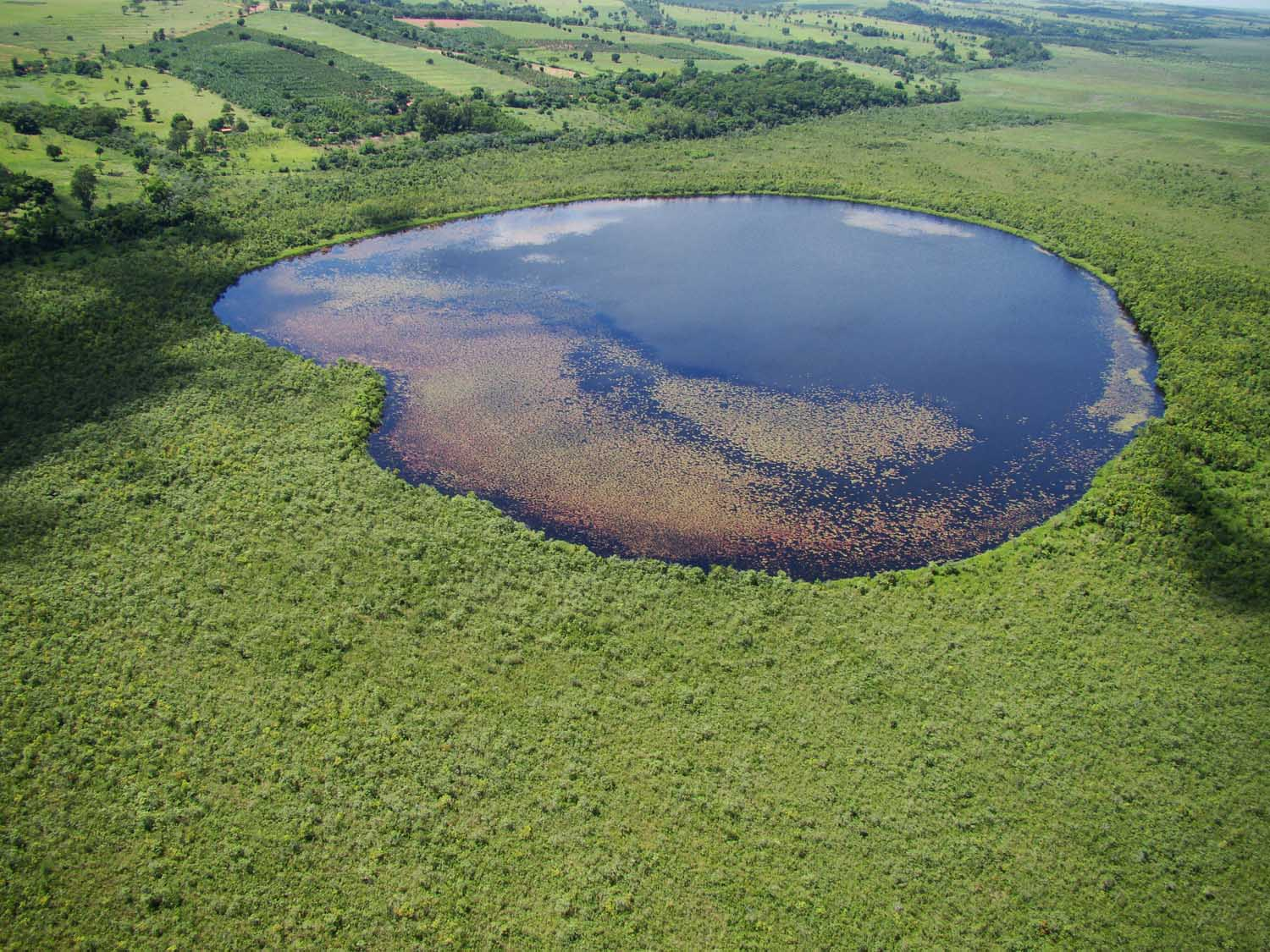
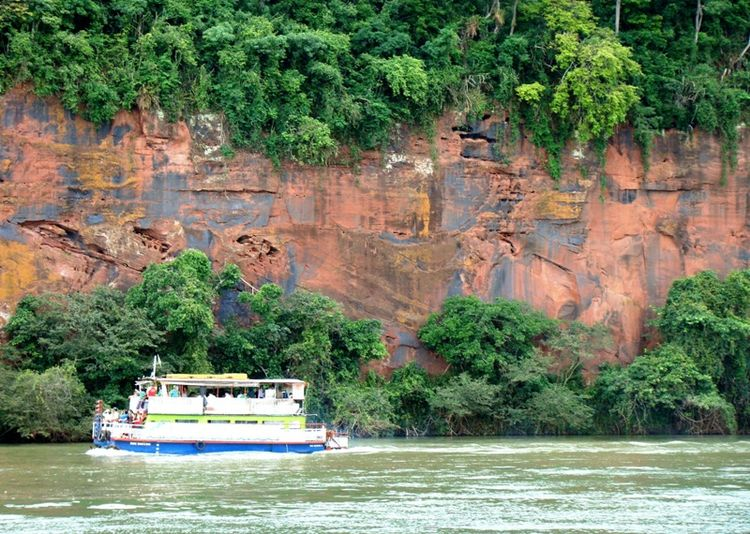
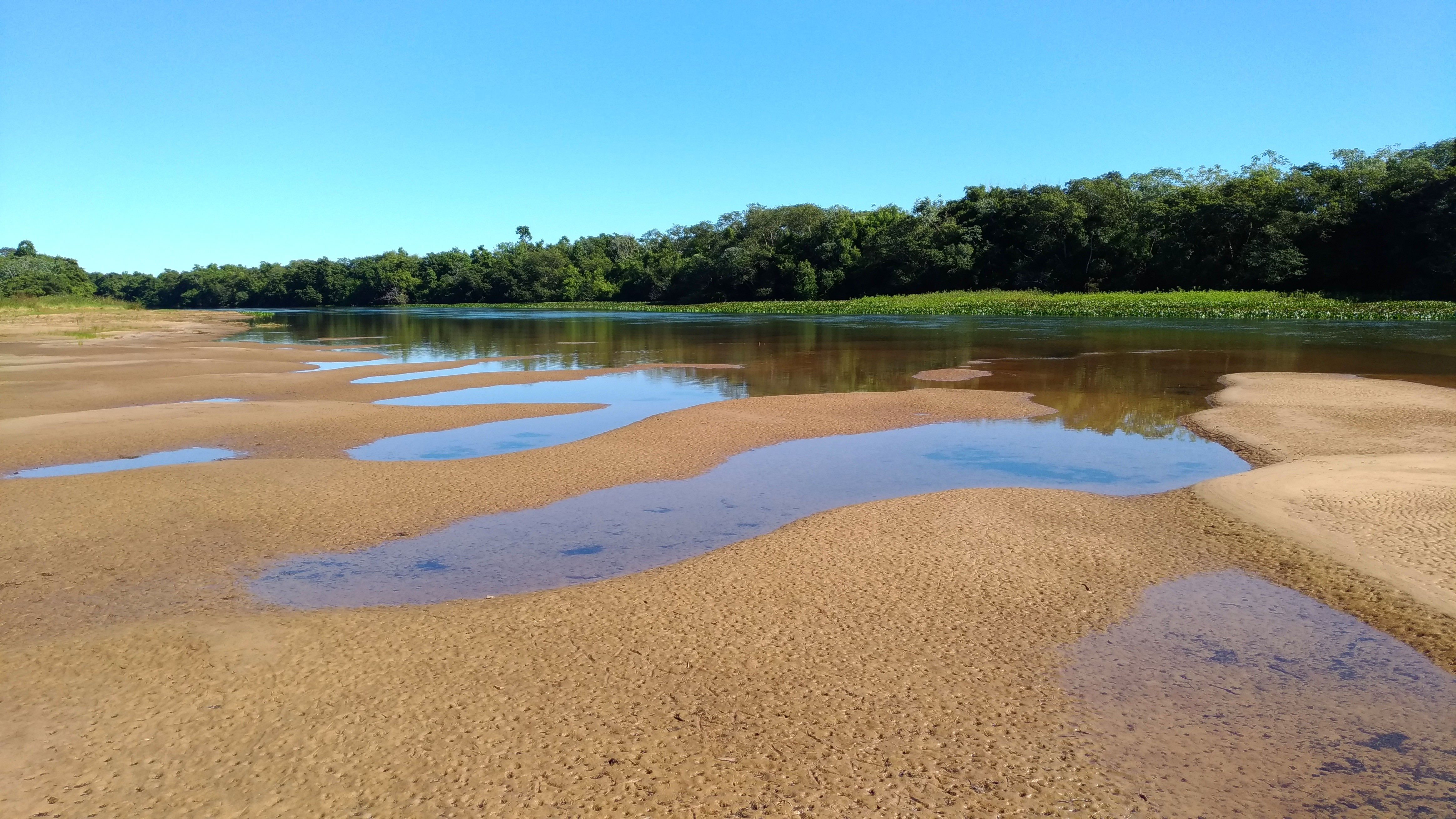